# Station Triangel
Station Triangel (Haltepunkt Triangel) is een spoorwegstation in de Duitse plaats Triangel, in de deelstaat Nedersaksen. Het station ligt aan de spoorlijn Gifhorn - Wieren.

## Indeling
Het station beschikt over één zijperron, dat niet is overkapt maar voorzien van abri's. Het station is te bereiken vanaf de Gifhorner Straße. In deze straat bevindt zich ook de bushalte van het station.

## Verbindingen
De volgende treinserie doet het station Triangel aan:
| Serie | Treinsoort           | Route                                                      | Bijzonderheden             |
| ----- | -------------------- | ---------------------------------------------------------- | -------------------------- |
| RB 47 | Regionalbahn (Erixx) | Braunschweig Hbf – Gifhorn – Triangel – Wittingen – Uelzen | Rijdt eenmaal per twee uur |